# Scoglio Pastizza
Scoglio Pastizza è un'isola dell'Italia sita nel mar Tirreno, in Sicilia.
Amministrativamente appartiene a Ustica, comune italiano della città metropolitana di Palermo.
Si trova a est dell'isola di Ustica, nei pressi dell'ingresso dell'omonima grotta. Ha una forma piramidale.